# Hvem er Hvem
Hvem er Hvem er en amerikansk stumfilm fra 1915 af Christy Cabanne.

## Medvirkende
- Douglas Fairbanks som Florian Amidon / Eugene Brassfield.
- Richard Cummings som Blodgett.
- Margery Wilson som Elizabeth Waldron.
- Gladys Brockwell som Strawberry.